# Berliet TDRK
Unter der Typenbezeichnung Berliet TDRK wurde vom französischen Kraftfahrzeughersteller Berliet in Lyon Ende der 1930er Jahre eine Sattelzugmaschine entwickelt und in geringer Stückzahl gebaut.

## Geschichte und Technik
Der Berliet TDRK wurde in zwei Varianten gebaut: Als TDRK7 und als TDRK8.
Der Berliet TDRK7 hatte einen wassergekühlten Vierzylinder-Dieselmotor des Typs MDB: Bohrung × Hub 120 × 160 mm, Hubraum 7238 cm³, steuerlich 19 CV, effektiv 70 PS bei 1700/min, Fahrgestell ohne Aufbauten und Sattelauflieger 4100 kg, Gesamtlänge 5 m, Breite 2,50 m. Die allgemeine Betriebserlaubnis wurde am 2. September 1939 erteilt. Bezüglich der übrigen technischen Daten wird auf die Info-Box verwiesen.
Der Berliet TDRK8 hatte einen wassergekühlten Sechszylinder-Dieselmotor des Typs MDC2W: Bohrung × Hub 110 × 150 mm, Hubraum 8553 cm³, steuerlich 23 CV, effektiv mindestens 80 PS bei 1700/min, Fahrgestell ohne Aufbauten und Sattelauflieger 4450 kg, Länge 4,89 m, Breite 2,34 m. Bezüglich der übrigen technischen Daten wird auf die Info-Box verwiesen. Die allgemeine Betriebserlaubnis wurde im Juli 1937 erteilt.
Von beiden Varianten zusammen wurden 1937 drei, 1938 keines und 1939 fünf Stück hergestellt.

### Originalquellen
Eine Publikation, in der alle vor 1945 gebauten Berliet-Typen individuell abgehandelt wären, gibt es nicht. Neben der unten erwähnten Literatur wurde auf folgende in der Fondation Berliet verwahrte Originalunterlagen zurückgegriffen:
- "Fiches des Mines": Es handelt sich um die Unterlagen zur Erteilung einer allgemeinen Betriebserlaubnis, hierfür ist in Frankreich der "Inspecteur des mines" sachlich zuständig. Diese Unterlagen sind chronologisch geordnet und nummeriert. Nicht zu jedem Typ bzw. Variante gibt es entsprechende Unterlagen, teils, weil sie wohl als Untervarianten eines Typs verstanden wurden, für den eine gesonderte Erlaubnis nicht erforderlich war, teils wohl, weil diese Unterlagen im Laufe der letzten 100 Jahre verlorengegangen sind. Bei Militärtypen gibt es Hinweise, dass eine Betriebserlaubnis direkt durch militärische Dienststellen erfolgte, was entsprechende "fiches des mines" überflüssig machte. Die Quellenbezeichnung lautet: "Fiches No...."
- "Etat des véhicules utilitaires et autobus declares aux mines depuis 1920", eine 15-seitige Zusammenstellung vom 1. Dezember 1941, enthält insbesondere die reservierten Chassisnummernbänder, die jedoch vielfach nicht vollständig ausgeschöpft wurden, einige Typen bzw. Varianten werden nicht erwähnt, Quellenbezeichnung lautet: "Etat S..."
- "Nombre de véhicules construits de 1930 à 1942", siebenseitige Zusammenstellung der zwischen 1930 und 1942 gebauten Stückzahlen an Nutzfahrzeugen, erstellt wohl 1943, erste Seite teilweise irreparabel verderbt, teilweise werden mehrere Typen bzw. Varianten zusammengefasst, Quellenbezeichnung lautet: "Nombre S...."

### Sonstige Literatur
- Monique Chapelle: Berliet. 1. Auflage. EMCE, Saint-Chamond 2016, ISBN 978-2-35740-049-8.
- Christophe Puvilland: Berliet 1905–1978, toute la gamme omnibus, autocars, autobus et trolleybus. 1. Auflage. histoire&collections, Paris 2008, ISBN 978-2-35250-059-9.
- François Vauvillier: Tous les Berliet militaires 1914–1940, vol.1: les camions. histoire&collections, Paris 2019, ISBN 978-2-35250-496-2.